# 五月島
五月島（英語：Isle of May）是蘇格蘭的島嶼，位於大西洋海域，屬於英倫諸島的一部分，長1.8公里、寬0.5公里，面積0.45平方公里，最高點海拔高度50米，島上無人居住。

## 外部連結
- Details of the National Nature Reserve
- Scottish Seabird Centre（页面存档备份，存于）
- Isle of May Ferry（页面存档备份，存于）
- British Archaeology, no 18, October 1996: News（页面存档备份，存于）
- Lighthouse depot database（页面存档备份，存于）
- Electric Scotland（页面存档备份，存于）
- Indicator loops of the Royal Navy at May Island（页面存档备份，存于）

56°11′9″N 2°33′27″W / 56.18583°N 2.55750°W